# Targhe d'immatricolazione della Thailandia

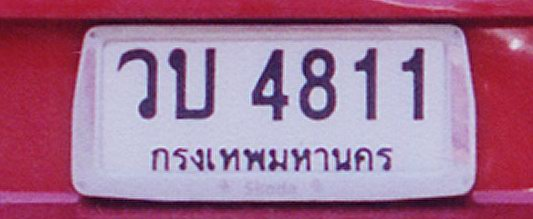
Targa di un taxi di Bangkok

Le targhe d'immatricolazione della Thailandia sono formate da uno o due lettere dell'alfabeto thailandese, seguite da 1, 2, 3 o 4 cifre. Alcune combinazioni di due lettere non sono utilizzate, perché il loro significato è di cattivo auspicio (es: จน povero, ตก cadere, ศพ cadavere). È indicata, in piccolo, anche la provincia di appartenenza.

## Tipi di targhe per autoveicoli
| Tipo di veicolo                                                                            | Colore di sfondo | Colore delle lettere | Prima Consonante*                   | Immagine |
| ------------------------------------------------------------------------------------------ | ---------------- | -------------------- | ----------------------------------- | -------- |
| Veicoli privati fino a 7 posti**                                                           | Bianco           | Nero                 | ก ข ค ง จ ฉ ฐ ธ พ ภ ว ศ ษ ส ช ฌ ฎ ญ |          |
| Nuove immatricolazioni                                                                     | Rosso            | Nero                 |                                     |          |
| Veicoli privati con oltre 7 posti*****                                                     | Bianco           | Blu                  | น ห ฬ อ ฮ                           |          |
| Pickup privato/piccoli camion a 4 ruote, i cui titolari usano il mezzo per un'attività**** | Bianco           | Verde                | บ ผ ย ร ล ป ณ ต ถ ฒ                 |          |
| Taxi                                                                                       | Giallo           | Nero                 | ท ม                                 |          |
| Autobus/veicoli per il trasporto pubblico                                                  | Giallo           | Nero                 | iniziano con numero di due cifre    |          |
| Airport taxi/limousine                                                                     | Verde            | Bianco               | ฌ ฎ ณ                               |          |
| Veicoli industriali e autobus                                                              | Arancione        | Nero                 | ฆ                                   |          |
| Camion                                                                                     | Bianco           | Nero                 | numero di due cifre                 |          |
| Tuk-tuk (taxi a 3 ruote)                                                                   | Giallo           | Verde                | ส                                   |          |
| Veicoli personali a 3 ruote                                                                | Bianco           | Rosso                | ศ                                   |          |

* Organizzato dalla data di rilascio, non dalla lista dei caratteri.

** La maggior parte dei pickup a 4 porte sono inclusi in questo tipo.

*** Di solito un pulmino con più di sette sedili.

**** I pick-up con cabina estesa sono inclusi in questo tipo.

## Tipi di targhe per motocicli
| Tipo di veicolo | Colore di sfondo       | Colore delle lettere |  |
| --------------- | ---------------------- | -------------------- |  |
| Motociclo       | Bianco con banda rossa | Nero                 |  |
| Motociclo       | Bianco                 | Nero                 |  |

## Indicazione della provincia
Come detto, sulla targa thailandese viene indicato il nome della provincia o distretto in cui il proprietario del veicolo (sia persona che ditta) è registrato.

### Regione del Nord
- Provincia di Chiang Mai - เชียงใหม่
- Provincia di Chiang Rai - เชียงราย
- Provincia di Kamphaeng Phet - กำแพงเพชร
- Provincia di Lampang - ลำปาง
- Provincia di Lamphun - ลำพูน
- Provincia di Mae Hong Son - แม่ฮ่องสอน
- Provincia di Nakhon Sawan - นครสวรรค์
- Provincia di Nan - น่าน
- Provincia di Phayao - พะเยา
- Provincia di Phetchabun - เพชรบูรณ์
- Provincia di Phichit - พิจิตร
- Provincia di Phitsanulok - พิษณุโลก
- Provincia di Phrae - แพร่
- Provincia di Sukhothai - สุโขทัย
- Provincia di Tak - ตาก
- Provincia di Uthai Thani - อุทัยธานี
- Provincia di Uttaradit - อุตรดิตถ์

### Regione Centrale
- Bangkok - กรุงเทพมหานคร
- Provincia di Ang Thong - อ่างทอง
- Provincia di Chainat - ชัยนาท

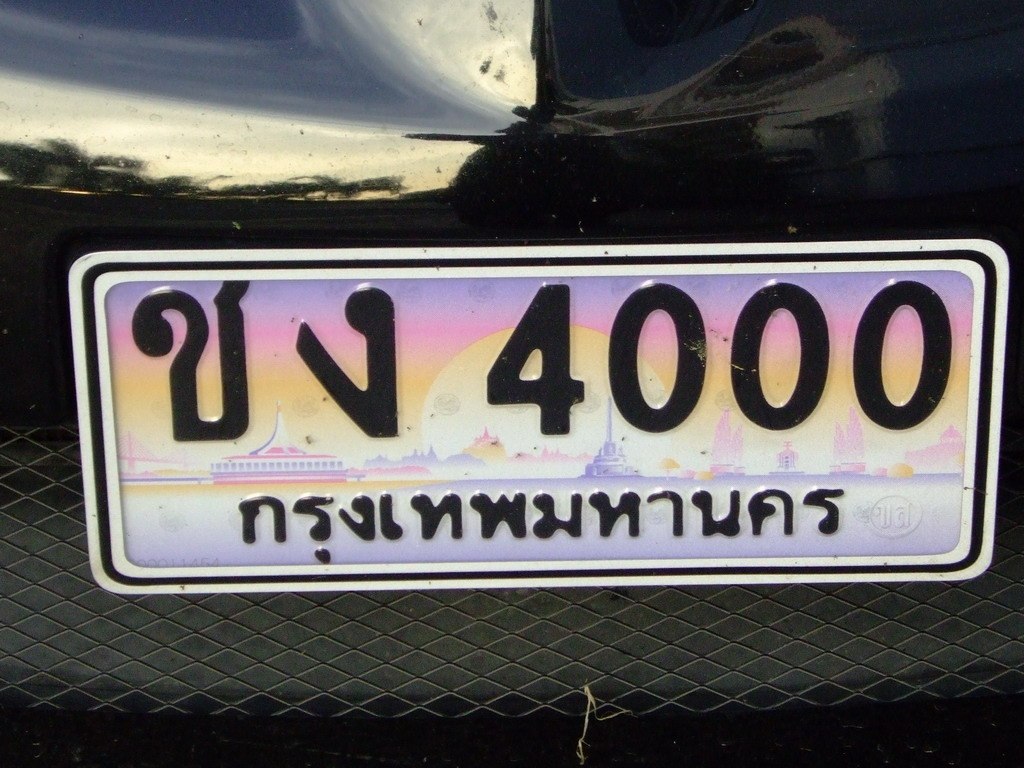
Nuova targa di Bangkok

- Provincia di Kanchanaburi - กาญจนบุรี
- Provincia di Lopburi - ลพบุรี
- Provincia di Nakhon Nayok - นครนายก
- Provincia di Nakhon Pathom - นครปฐม
- Provincia di Nonthaburi - นนทบุรี
- Provincia di Pathum Thani - ปทุมธานี
- Provincia di Phetchaburi - เพชรบุรี
- Provincia di Phra Nakhon Si Ayutthaya - พระนครศรีอยุธยา
- Provincia di Prachuap Khiri Khan - ประจวบคีรีขันธ์
- Provincia di Ratchaburi - ราชบุรี
- Provincia di Samut Prakan - สมุทรปราการ
- Provincia di Samut Sakhon - สมุทรสาคร
- Provincia di Samut Songkhram - สมุทรสงคราม
- Provincia di Saraburi - สระบุรี
- Provincia di Singburi - สิงห์บุรี
- Provincia di Suphanburi - สุพรรรบุรี

### Regione Nordorientale
- Provincia di Amnat Charoen - อำนาจเจริญ
- Provincia di Buri Ram - บุรีรัมย์
- Provincia di Chaiyaphum - ชัยภูมิ
- Provincia di Kalasin - กาฬสินธุ์
- Provincia di Khon Kaen - ขอนแก่น
- Provincia di Loei - เลย
- Provincia di Maha Sarakham - มหาสารคาม
- Provincia di Mukdahan - มุกดาหาร
- Provincia di Nakhon Phanom - นครพนม
- Provincia di Nakhon Ratchasima - นครราชสีมา
- Provincia di Nong Bua Lamphu - หนองบัวลำภู
- Provincia di Nong Khai - หนองคาย
- Provincia di Roi Et - ร้อยเอ็ด
- Provincia di Sakon Nakhon - สกลนคร
- Provincia di Sisaket - ศรีสะเกษ
- Provincia di Surin - สุรินทร์
- Provincia di Udon Thani - อุดรธานี
- Provincia di Ubon Ratchathani - อุบลราชธานี
- Provincia di Yasothon - ยโสธร

### Regione Orientale

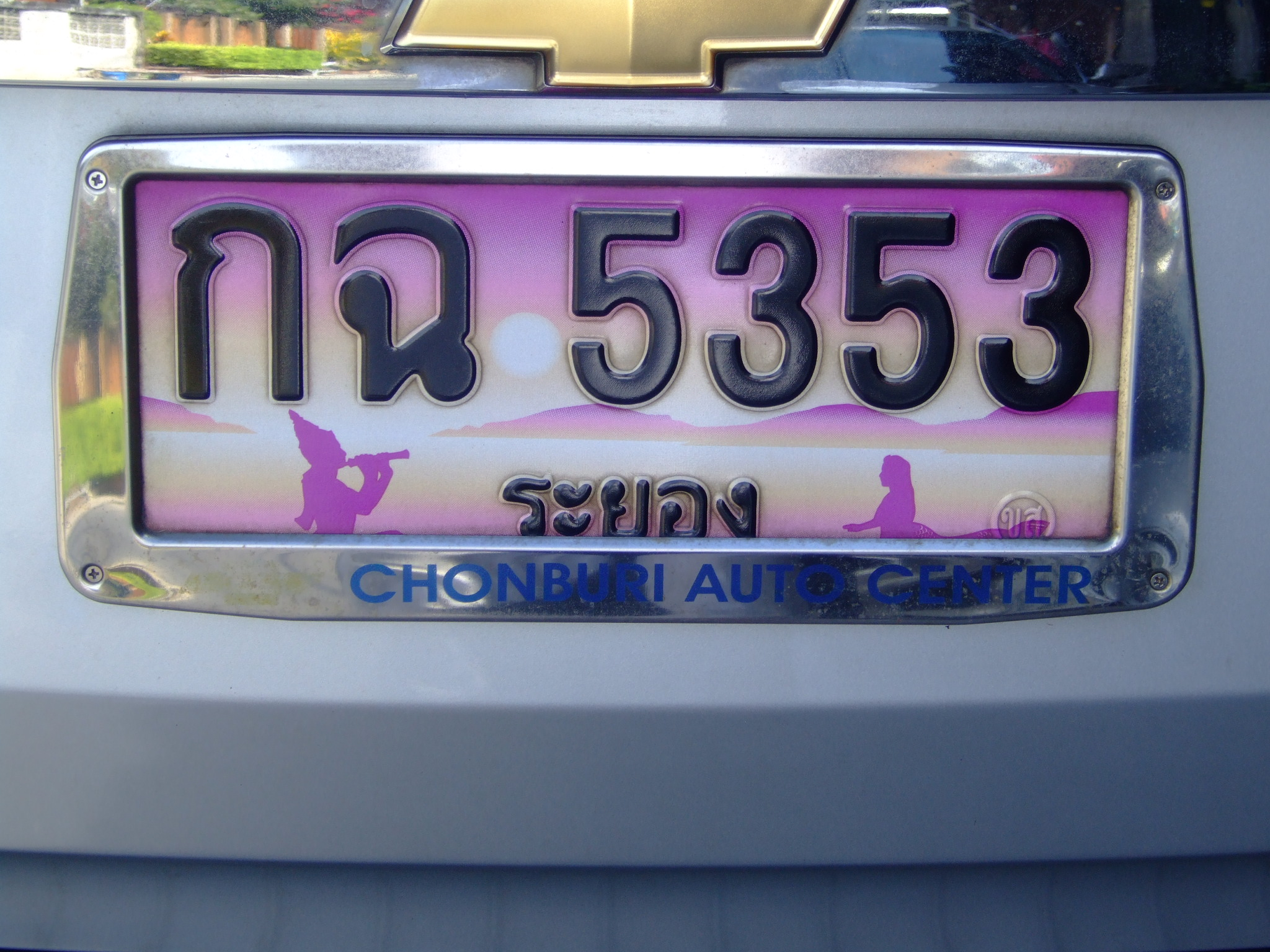
Nuova targa della Provincia di Rayong

- Provincia di Chachoengsao - ฉะเชิงเทรา
- Provincia di Chanthaburi - จันทบุรี
- Provincia di Chonburi - ชลบุรี
- Provincia di Prachinburi - ปราจีนบุรี
- Provincia di Rayong - ระยอง
- Provincia di Sa Kaeo - สระแก้ว
- Provincia di Trat - ตราด

### Regione meridionale
- Betong - เบตง [1]
- Provincia di Chumphon - ชุมพร
- Provincia di Krabi - กระบี่
- Provincia di Nakhon Si Thammarat - นครศรีธรรมราช
- Provincia di Narathiwat - นราธิวาส
- Provincia di Pattani - ปัตตานี
- Provincia di Phang Nga - พังงา
- Provincia di Phatthalung - พัทลุง
- Provincia di Phuket - ภูเก็ต
- Provincia di Ranong - ระนอง
- Provincia di Satun - สตูล
- Provincia di Songkhla - สงขลา
- Provincia di Surat Thani - สุราษฎร์ธานี
- Provincia di Trang - ตรัง
- Provincia di Yala - ยะลา

[1] Note
Betong, nella provincia di Yala, è l'unico distretto della Thailandia con una targa propria: เบตง.

## Nuovi sfondi
Alcune province hanno iniziato a utilizzare uno sfondo colorato, in contrapposizione allo sfondo monocromatico. Queste targhe sono quelle con lettere e/o numeri portafortuna e vengono vendute all'asta, possono raggiungere anche cifre molto alte se la serie di lettere e numeri è molto fortunata.

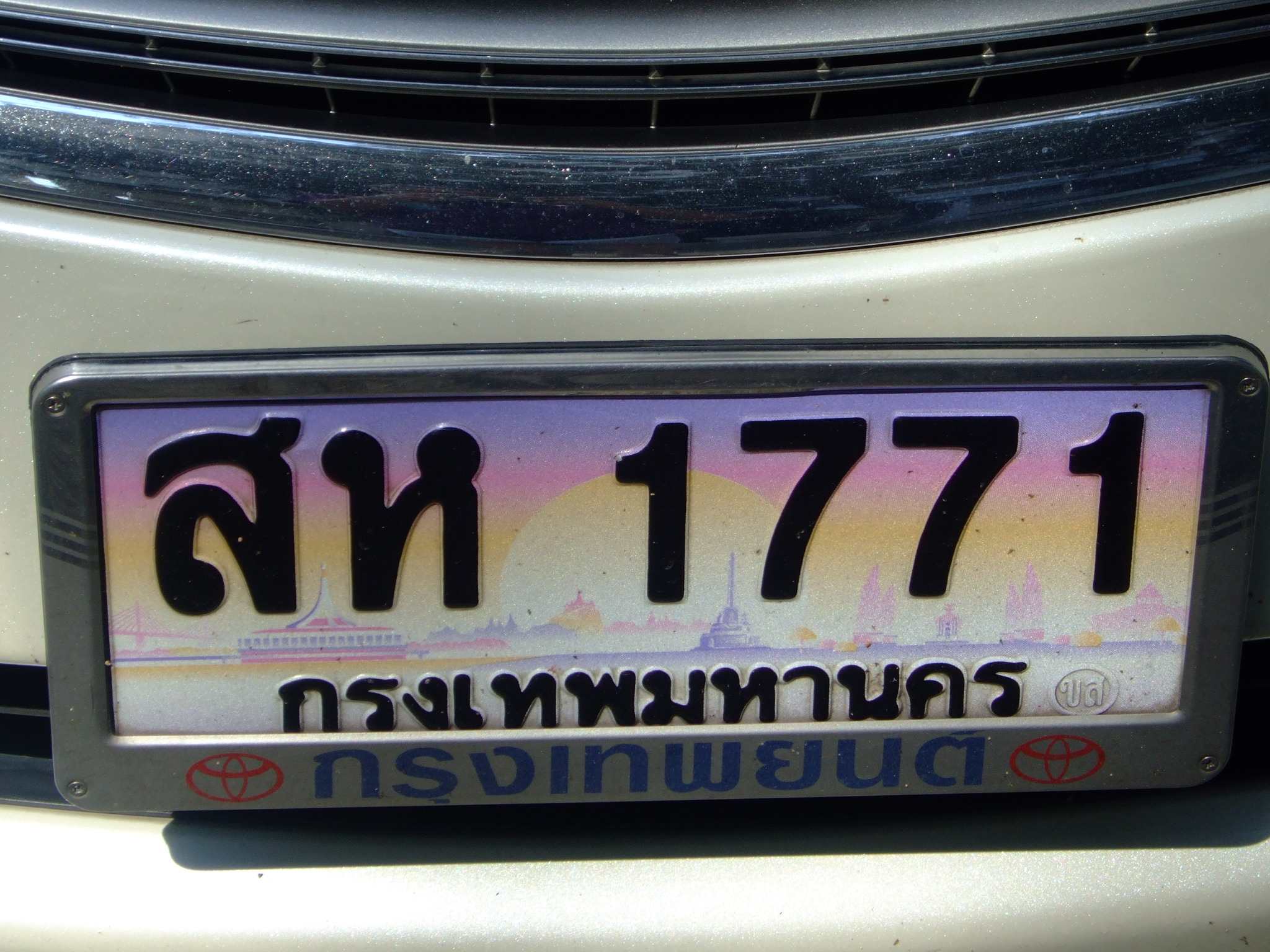
Targa di Bangkok con skyline della città

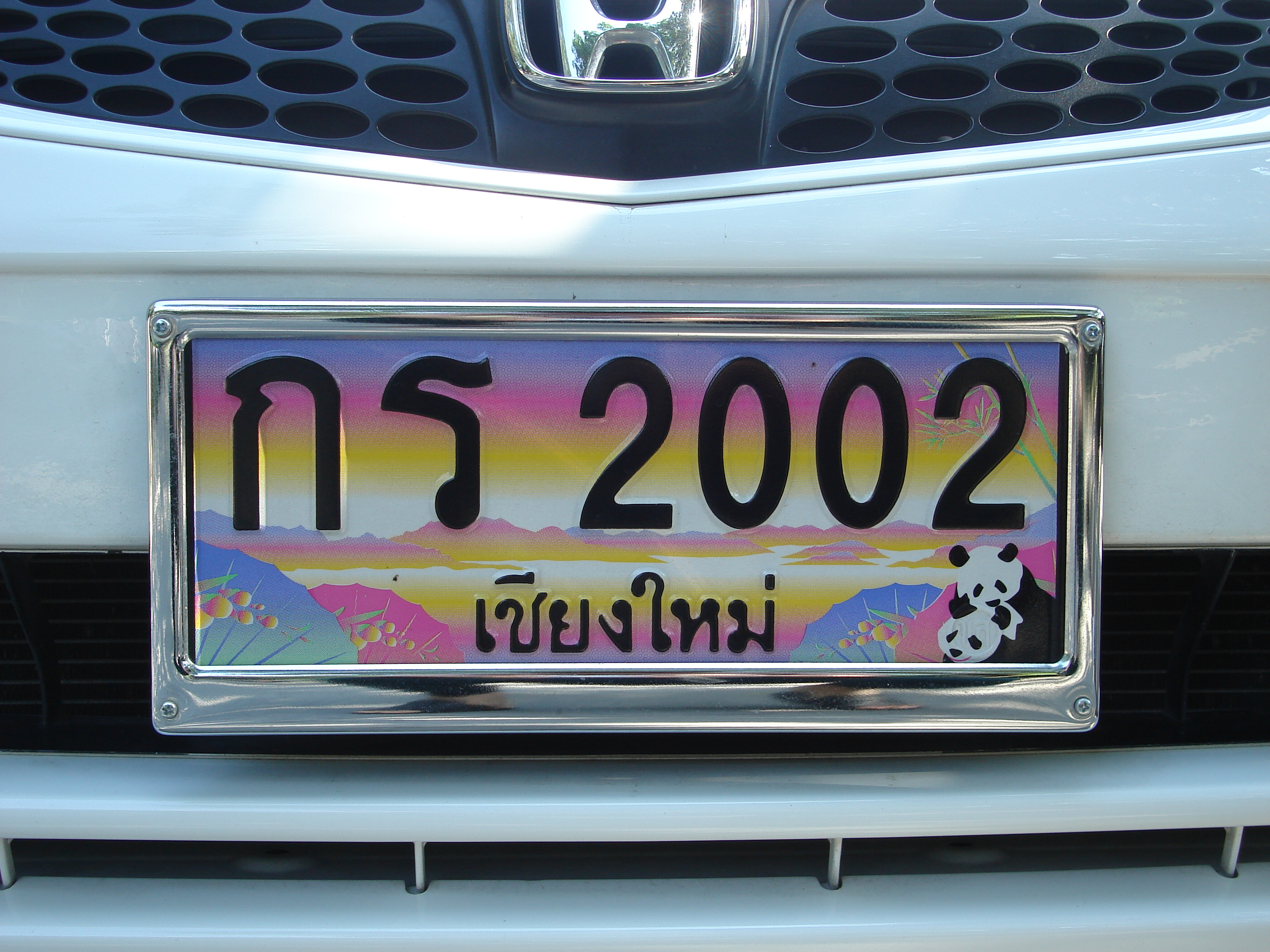
Targa della Provincia di Chiang Mai con sullo sfondo due panda

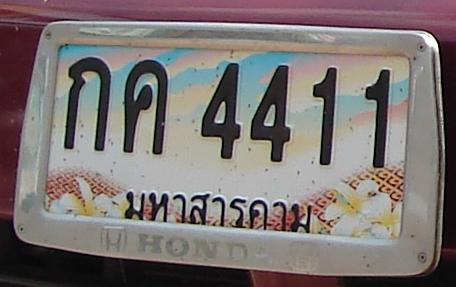
Targa della Provincia di Maha Sarakham con sfondo di fiori tropicali

## Targhe speciali

### Targhe diplomatiche
Ambasciate e consolati hanno proprie targhe. Misurano 11 per 38,7 cm. In alto a sinistra c'è una lettera che segnala lo "status" del possessore: ท per agenti diplomatici, พ per speciali agenti diplomatici, ก per agenti del consolato e อ per organizzazioni internazionali o agenzie delle Nazioni Unite. In basso a sinistra, un codice numerico rappresenta lo stato o l'organizzazione cui il veicolo appartiene. A destra c'è un numero seriale composto, al massimo, da quattro cifre. Nei motocicli, le targhe sono simili, ma misurano 9 per 27 cm. Le targhe assegnate agli agenti diplomatici hanno caratteri neri su fondo bianco, quelle assegnate ai consoli onorari hanno caratteri neri su fondo grigio e le altre hanno caratteri bianchi su fondo azzurro.

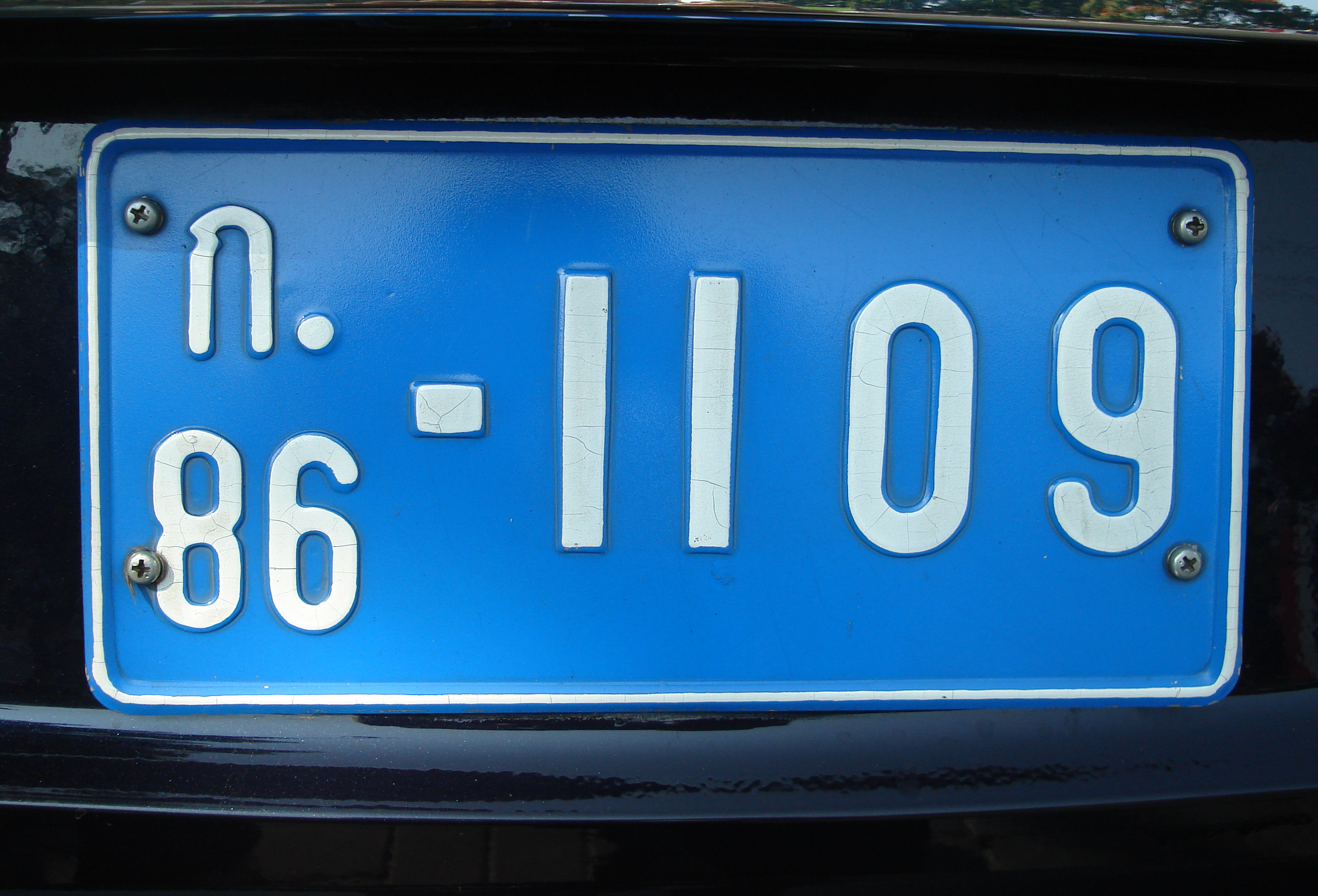
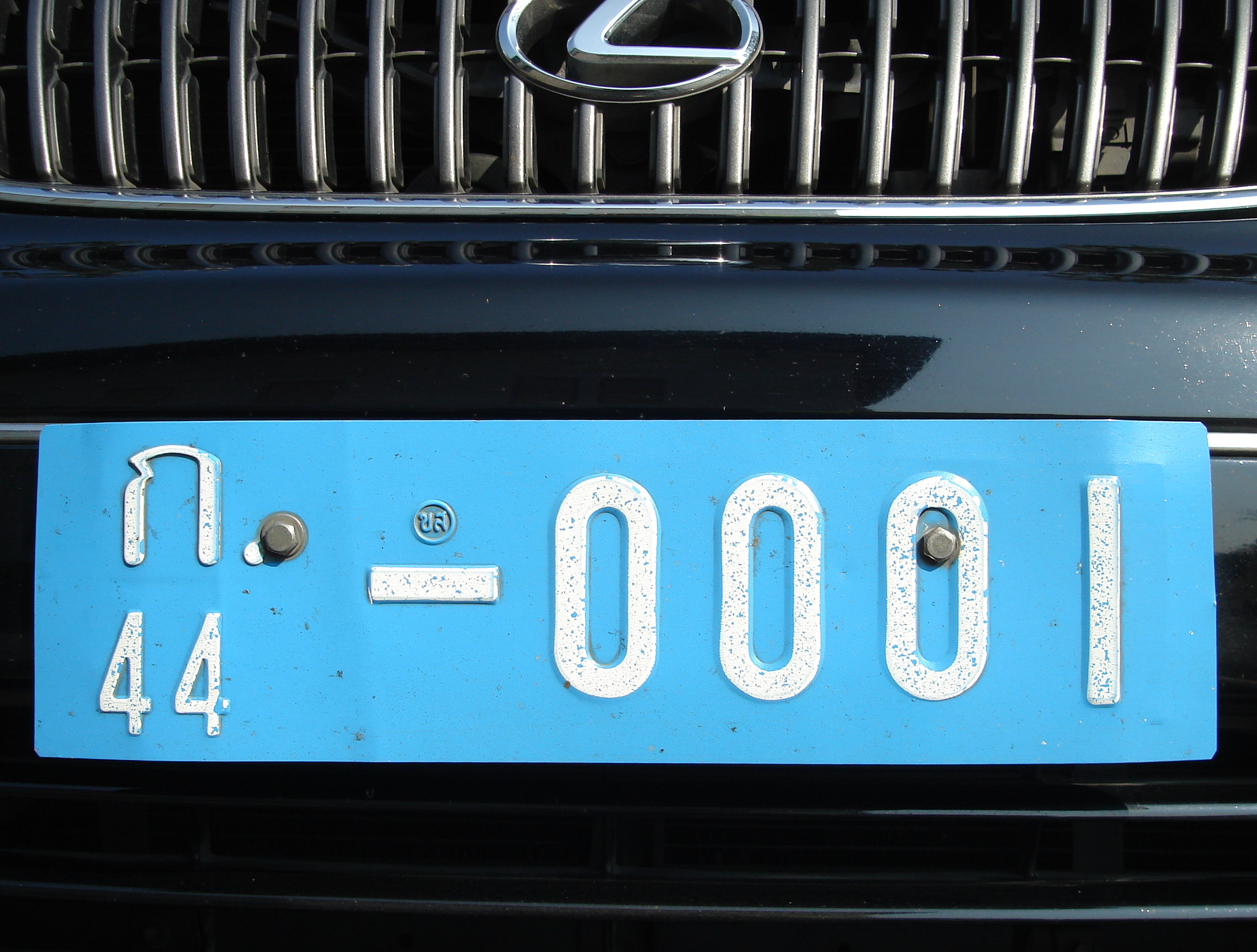